# La Machine à refaire la vie
Pour plus de détails, voir Fiche technique et Distribution.
La Machine à refaire la vie est un film français réalisé par Julien Duvivier et Henri Lepage, sorti initialement en 1924. 
La version inachevée présentée fin février 1924 était de 3 heures. Une seconde version a été présentée en 1929, puis une autre encore en 1933.
Il s'agit d'un film de montage qui retrace l'évolution du cinéma depuis son invention jusqu'en 1924. Le film est découpé en 5 chapitres :
- L'invention du cinéma
- Les étapes du cinéma d'avant-guerre
- Le cinéma moderne
- Les tendances du cinéma artistique du cinéma d'aujourd'hui
- Comment on fait un film cinématographique

## Fiche technique
- Titre : La Machine à refaire la vie
- Réalisation : Julien Duvivier et Henri Lepage
- Pays de production :  France
- Genre : Documentaire
- Durée : 180 minutes
- Date de sortie : 
  - France : 14 mars 1924